# بينكي ميتشل
بينكي ميتشل (بالإنجليزية: Pinky Mitchell)‏ مواليد 1 يناير 1899 في ميلواكي - الوفاة 11 مارس 1976 في ميلواكي، كان ملاكم محترف أمريكي. فاز ببطولة وزن الويلتر الخفيف. نازل خلال مسيرته أبطالا مثل بيني ليونارد، ليو تندلر وجاك بريتون.

## إحصائيات
خاض خلال مسيرته 83 نزالا، فاز في 44 وتعادل في 6 وخسر في 23. فاز بالضربة القاضية في 10 نزالا.

## روابط خارجية
- بينكي ميتشل على موقع بوكس ريك (الإنجليزية) (registration required)